# قاي مورتون
قاي مورتون (بالإنجليزية: Guy Morton)‏ هو لاعب كرة قاعدة أمريكي، ولد في 1 يونيو 1893 في فيرنون في الولايات المتحدة، وتوفي في 18 أكتوبر 1934 في شفيلد في الولايات المتحدة بسبب نوبة قلبية.